# 阔叶五层龙
阔叶五层龙（学名：Salacia amplifolia）为卫矛科五层龙属的植物。分布于泰国以及中国大陆的海南等地，生长于海拔200米至300米的地区，目前尚未由人工引种栽培。